# Roškići
Roškići is een plaats in de gemeente Kaštelir-Labinci in de Kroatische provincie Istrië. De plaats telt 53 inwoners (2001).